# David Stern
David Joel Stern (Nova York, 22 de setembre de 1942 - Manhattan, 1 de gener de 2020) fou un advocat estatunidenc d'origen jueu i Comissionat de l'NBA des del 1984. David Stern va créixer a Teanec, Nova Jersey i es va graduar al principal institut de la localitat. Stern es va llicenciar en dret a la universitat Rutgers i a la Universitat de Colúmbia. El 2016 va esdevenir membre del Saló de la Fama de la FIBA.

## A l'NBA
David Stern va començar a treballar a un bufet d'advocats que representava l'NBA després de finalitzar la seva carrera a Columbia el 1966, començant una experiència que li ha portat unit quaranta anys al destí de la lliga. El 1978, Stern es va convertir en el Conseller General de l'NBA i el 1980 va ser nomenat Vicepresident Executiu. L'1 de febrer del 1984, Stern es va convertir en el quart comissionat de l'NBA. Aquell mateix any va ser l'any en què es van escollir al Draft quatre figures que es convertirien en super-estrelles de la lliga: Michael Jordan, Hakeem Olajuwon, Charles Barkley i John Stockton
L'arribada de Jordan va ser l'etapa que va marcar més el mandat de Stern, aportant a la lliga una nova dimensió. Jordan i les altres dues grans llegendes del bàsquet dels 80 Larry Bird i Magic Johnson aportaren al joc noves empentes i una major popularitat. Fins al 2006, Stern ha pogut veure a l'NBA créixer fins a les 30 franquícies, l'expansió al Canadà, partits televisats fora dels Estats Units i partits en altres països.
L'NBA té en l'actualitat 11 oficines en ciutats exteriors dels Estats Units, és televisada a 212 països i 42 llengües i controla la WNBA i l'NBA Development League sota el comandament del mateix Stern.
David Stern ha fet que tots els estats dels Estats Units amb franquícies NBA i la província canadenca d'Ontario no tinguin casinos ni loteries relacionades amb les apostes sobre l'NBA. Desitja simplement un joc que sigui "net i divertit".

## Crítiques
Stern ha sigut objecte de burles i crítiques per part dels especialistes que demanen la imposició d'unes regles i sancions més estrictes i amb el qual ha aconseguit que l'NBA sigui una "llar d'infants". El propietari dels Dallas Mavericks, Mark Cuban s'ha burlat constantment de les infraccions que Stern ha considerat "menors". Després de l'infame incident al partit disputat entre els Indiana Pacers i els Detroit Pistons el 19 de novembre del 2004, Stern va imposar una de les sancions més dures de tota la història de l'esport professional americà. De totes maneres, en defensa de Stern, els jugadors que van rebre les sancions més fortes van ser aquells integrants dels Indiana Pacers que van arribar a enfrontar-se amb membres del públic. Ron Artest (suspàs la resta de la temporada, playoffs inclosos) i Stephen Jackson (suspès 30 partits) van saltar tots dos a barallar-se contra alguns aficionats. Jermaine O’Neal (suspès durant 25 partits encara que posteriorment reduïts a 15 després d'una apel·lació) va colpejar a un aficionat que havia saltat a la pista, però mai va accedir a les tribunes. Al contrari, Ben Wallace (Detroit Pistons) va lluitar únicament amb altres jugadors dintre de la pista.
Stern també va ser criticat el 2005 per a negociar un conveni laboral que no aportava cap canvi d'importància al sistema de la lliga. La sensació de "suavitat" davant el límit salarial imposat als equips és evident i ineficaç per mantenir una igualtat entre els equips i una excessiva inflació als salaris dels jugadors. Stern havia comentat que volia assegurar i evitar una vaga de jugadors, tal com va succeir a la temporada 1998-99 o en la National Hockey League a la 2004-05, que va aconseguir un límit salarial més estricte.
Recentment, Stern va imposar un codi de vestir per als jugadors de l'NBA que fou rebut per totes les parts amb un cert recel.